# João Paulo Dantas
João Paulo de Souza Dantas (n. 7 aprilie 1988, São Paulo), cunoscut ca João Paulo, este un fotbalist brazilian, care evoluează pe postul de fundaș central la clubul din Liga I, CSMS Iași.